# Меоре-Гурдземи
Меоре-Гурдземи (груз. მეორე გურძემი) — село в Грузии, на территории Мартвильского муниципалитета края (мхаре) Самегрело-Верхняя Сванетия.

## География
Село находится в западной части Грузии, на берегах реки Гурдземи (правый приток реки Техури), на расстоянии приблизительно 10 километров (по прямой) к северо-западу от города Мартвили, административного центра муниципалитета. Абсолютная высота — 187 метров над уровнем моря.

## Население
По результатам официальной переписи населения 2014 года в Меоре-Гурдземи проживало 235 человек (120 мужчин и 115 женщин). В национальной структуре населения грузины составляли 100 %.
| Год  | Население, человек |
| ---- | ------------------ |
| 2002 | 206                |
| 2014 | ↗ 235              |